# Heroldia reticulata
Heroldia reticulata is een pissebed uit de familie Philosciidae. De wetenschappelijke naam van de soort is voor het eerst geldig gepubliceerd in 1926 door Verhoeff.